# 14564 Heasley
14564 Heasley (1998 BX13) là một tiểu hành tinh vành đai chính được phát hiện ngày 26 tháng 1 năm 1998 bởi Spacewatch ở Kitt Peak. Tênd after Dr. James N. Heasley of the University of Hawaii Institute for Astronomy.